# Acrocercops largoplaga
Acrocercops largoplaga är en fjärilsart som beskrevs av Legrand 1965. Acrocercops largoplaga ingår i släktet Acrocercops och familjen styltmalar.
Artens utbredningsområde är Seychellerna. Inga underarter finns listade i Catalogue of Life.